# Großsteingrab Fahrendorf
Das Großsteingrab Fahrendorf war eine mögliche megalithische Grabanlage der jungsteinzeitlichen Nordgruppe der Trichterbecherkultur bei Fahrendorf, einem Ortsteil der Gemeinde Kröppelshagen-Fahrendorf im Kreis Herzogtum Lauenburg in Schleswig-Holstein. Sie wurde im 19. Jahrhundert zerstört.
W. Andresen fand Ende des 19. Jahrhunderts in Fahrendorf eine ost-westlich orientierte Bodenerhebung vor, die er für den Überrest eines Hünenbetts hielt. Zu den Maßen der Erhebung liegen keine Angaben vor. Von einer steinernen Umfassung oder einer Grabkammer waren keine eindeutigen Spuren mehr zu erkennen. Erhebliche Unregelmäßigkeiten auf dem Hügel deutete Andresen allerdings als Zeichen für die Entfernung von großen Steinen. Andresen hinterließ über seine Beobachtungen nur Tagebucheinträge. Diese wurden erst 1951 von Karl Kersten für eine Monografie zu den vor- und frühgeschichtlichen Denkmälern des Kreises Herzogtum Lauenburg ausgewertet. Er nahm die Struktur dort als Langhügel unter der Nummer Fahrendorf LA 35 auf.